# Цаца (блюдо)
Ца́ца — традиционное блюдо одесской и болгарской кухни, жареная мелкая морская рыба семейства сельдевых (тюлька, хамса, мойва, анчоус).
В Болгарии «цацей» называется черноморско-каспийская тюлька. Именно от него и произошло название этого блюда в Одессе. Изначально цаца являлась уличной едой, но сейчас всё чаще подаётся в ресторанах локальной кухни.
Рыба готовится во фритюре, предварительно обильно обваливается в муке со специями и солью. Подаётся, как правило, к пиву.